# La Adela
La Adela è una città dell'Argentina, capoluogo del dipartimento di Caleu Caleu nella provincia di La Pampa.

## Storia
La città fu fondata il 26 agosto 1909, stesso anno dell'inaugurazione del Viejo Puente Carretero che la collega a Río Colorado, dall'altra parte del fiume Colorado.
Il nome della città proviene da una casa commerciale chiamata La Adela , dopo un po' di anni la casa chiuse ma la zona era già conosciuta con quel nome.